# Ilmari Juutilainen
Eino Ilmari Juutilainen (Lieksa, 21 février 1914 - Tuusula, 21 février 1999) était un pilote finlandais, as de l'aviation lors de la guerre d'Hiver (1939–1940) et la guerre de Continuation (1941–1944) avec 94 victoires confirmées pour 437 sorties.

## Biographie
Eino Ilmari Juutilainen est né le 21 février 1914 dans la commune de Lieksa ("ieksa), à 51 km au sud-est de la ville de Nurmes, sur la rive est du lac Pielinen. Son père a travaillé sur la voie ferrée où il a ensuite perdu les deux jambes dans un accident de train. Plus tard, sa famille a déménagé à Sortavala, où Ilmari est devenu membre du club nautique local et a participé à la randonnée sur le lac Ladoga.
Il a décidé de devenir pilote après avoir lu un livre sur le meilleur as allemand de la Première Guerre mondiale, le baron Manfred von Richthofen, qui lui a été prêté par l'un de ses camarades plus âgés.
À l'été 1932, Juutilainen a été appelé pour le service militaire actif, où il a été envoyé en tant qu'assistant mécanicien au 1er escadron d'hydravions distinct.
En 1933, il entre à l'école d'aviation des frères Karhumyaki et obtient une licence de pilote de jet privé.